# Шауни
Ша́уни, шо́ни (англ. Shawnee) — индейский народ Северной Америки алгонкинской группы. Название предположительно происходит от алгонкинского слова шауан — южане.

## Расселение
Изначально обитали на территории нынешних штатов Огайо, Западная Виргиния, запад Мэриленда, Кентукки и Пенсильвания. 

## История
Предположительно происходят от культуры Форт-Эйншент (Огайо), которая в свою очередь является частью Миссисипской культуры. Шауни считали себя родственниками делаваров и вместе с индейцами восточной Канады образовывали единую алгонкинскую общность. Были вытеснены ирокезами и после нескольких переселений снова оказались в Огайо. В 1774 году проиграли битву при Пойнт-Плезант виргинским ополченцам. В дальнейшем под давлением экспансии белых американцев шауни мигрировали в Миссури, Техас, Канзас и Оклахому. В 1805 году составили ядро Конфедерации Текумсе, во главе которой стал вождь шауни Текумсе (Огайо). В 1811 году состоялось Сражение при Типпекану. После принятия закона о переселении индейцев депортировались из Техаса и других штатов на индейские территории в Оклахому. Но последняя группа шауни переселилась в этот штат уже после гражданской войны. Ныне все три «федерально признанные» группы шауни зарегистрированы в Оклахоме. Численность шауни составляет по разным оценкам от 6 до 14 тыс. человек, проживающих в основном в этом штате.

## Язык
Язык народа относится к центральной ветви алгонкинских языков. Лингвистически ближайшими родственниками являются кикапу, фоксы и сауки. Язык написан латинским шрифтом и имеет словарь, на него была частично переведена Библия.

## Группы
До контакта с европейцами у племени шауни существовала патрилинейная система, согласно которой происхождение и наследование происходило по отцовской линии. Это отличалось от многих индейских народов, которые имели матрилинейную систему родства.
Шауни делились на пять групп, каждая из этих пяти племенных групп имела свои конкретные задачи и культурные обязательства внутри племени:
- Чилликоте (Chillicothe) — были ответственны за внутреннюю и внешнюю политику в основном, из них выходили вожди народа.
- Хатавекела (Hathawekela) — были ответственны за внутреннюю и внешнюю политику в основном, из них выходили вожди народа.
- Пекови (Pekowi) — отвечали за религиозные ритуалы.
- Киспоко (Kispoko) — были ответственны за подготовку и ведение боевых действий, из них выходили военные вожди[4].
- Мекоче (Mekoche) — отвечали за здоровье народа, из них выходили целители и знахари.

Позднее, в результате миграций и раздробленности, шауни образовали три территориальные группы:
- Абсенти-шауни — включали киспоко, хатавекела и пекови.
- Восточные шауни — включали часть мекоче.
- Чероки-шауни — включали часть мекоче и чилликоте.

Каждая группа имела своего вождя, но все они признавали верховного племенного вождя, происходившего из чилликоте или хатавекела. Военный вождь происходил из киспоко и принадлежал к роду Великой Рыси. Положение военного вождя воин мог достигнуть, возглавив четыре успешных набега, из каждого из которых должен был вернуться, не потеряв не единого человека и не менее чем с одним скальпом врага. И военные, и мирные вожди входили в совет народа.

## Культура
Традиционная культура типична для индейцев Северо-Востока Северной Америки, близка к культуре соседних центральных и приатлантических алгонкинских народов. Во время своего пребывания на юго-востоке шауни приобрели некоторые культурные черты у криков и чероки.
Летом шауни собирались в большие деревни, состоящие из длинных домов, покрытых корой, и в каждой деревне обычно был большой дом совета для собраний и религиозных церемоний. Мужчины были воинами, которые занимались охотой и рыбалкой. Забота о кукурузных полях была обязанностью женщин. Осенью, после сбора урожая, большая часть жителей деревень перебиралась в рассеянные по округе зимние лагеря, где, с начала XVIII века, занимались пушным промыслом.

## Традиционная религия
Традиционная религия включала в себя поклонение множеству сверхъестественных существ. Верховное из них, Папоткве (Облако), женщины чаще именовали Наша Бабушка. Большим могуществом обладал её внук, Облачный Мальчик, и его маленькая собака. Наша Бабушка создала Землю, которая покоится на спине огромной черепахи, а также дала шауни 12 заповедей, регулирующих их жизнь.
В число религиозных ритуалов и церемоний входили различные танцы. Каждая из групп племени владела своей магической «священной связкой». Этот набор различных амулетов, завёрнутых в оленью шкуру, хранился в отдельном жилище, и с ним обращались как с живым существом.

## Население
Из-за количества отдельных групп, на которые был разделён народ, и их сложной истории, оценки населения шауни в ранние времена затруднительны. Джеймс Муни (1928) полагает, что их число составляет 3000 в 1650 году. Оценки, сделанные различными исследователями в течение XVIII и начала XIX веков, варьируются от 1000 до 2000, из которых 1500 — наиболее частая цифра.
Первый официальный подсчёт произошёл в 1825 году и дал 1400 шауни в Миссури, 110 в Луизиане и 800 в Огайо. В то время в Техасе было ещё около 200 шауни, так что всего их было около 2500. Ко времени переписи 1910 года наблюдался лишь незначительный спад: абсенти-шауни 481; восточные шауни 107; и чероки-шауни 1400. В 2010 году было официально зарегистрировано 7584 шауни.

## Известные представители
- Текумсе — лидер народа и индейского племенного союза, известного как Конфедерация Текумсе.
- Тенскватава — религиозный и политический лидер народа, известный также как Пророк или Пророк Шауни, брат Текумсе.